# Las hilanderas
Las hilanderas of De fabel van Arachne is een olieverfschilderij van de Spaanse kunstschilder Diego Velázquez uit circa 1657-1659. Het behoort met Las meninas tot zijn laatste meesterwerken. Het is waarschijnlijk het eerste schilderij waarop overtuigend het stroboscopische effect van een draaiend wiel is uitgebeeld.

## Beschrijving
De voorstelling speelt zich af in een werkplaats waar tapijten worden geweven. Op de voorgrond zijn spinsters (hilanderas in het Spaans) bezig de draden voor de wevers te spinnen. Op de achtergrond heeft Velázquez een verhaal uit de Metamorfosen van Ovidius uitgebeeld. De Lydische weefster Arachne daagt Minerva – de beschermvrouw van de kunsten en Romeinse tegenhanger van Pallas Athene – uit tot een weefwedstrijd. Het tapijt van Minerva heeft als thema: het lot van de mensen die de goden uitdagen. Als antwoord hierop weeft Arachne een tapijt over het immorele gedrag van de goden. Wanneer Arachne tot winnares wordt uitgeroepen, is Minerva zo kwaad dat ze Arachne in een spin verandert. Op de achtergrond is het tapijt van Arachne te zien. Velázquez verwees hiermee naar het schilderij De ontvoering van Europa, dat de Venetiaanse kunstenaar Titiaan in 1559-1562 voor Filips II schilderde en waarvan Peter Paul Rubens tijdens zijn verblijf aan het hof van Filips IV in 1628-1629 een kopie maakte. Zowel het origineel als de kopie behoorden destijds tot de collectie van Filips IV, waarvan Velázquez de conservator was. Titiaan en Rubens waren de grote voorbeelden van Velázquez en daarom wordt aangenomen dat hij met dit schilderij de competitie met hen aanging.

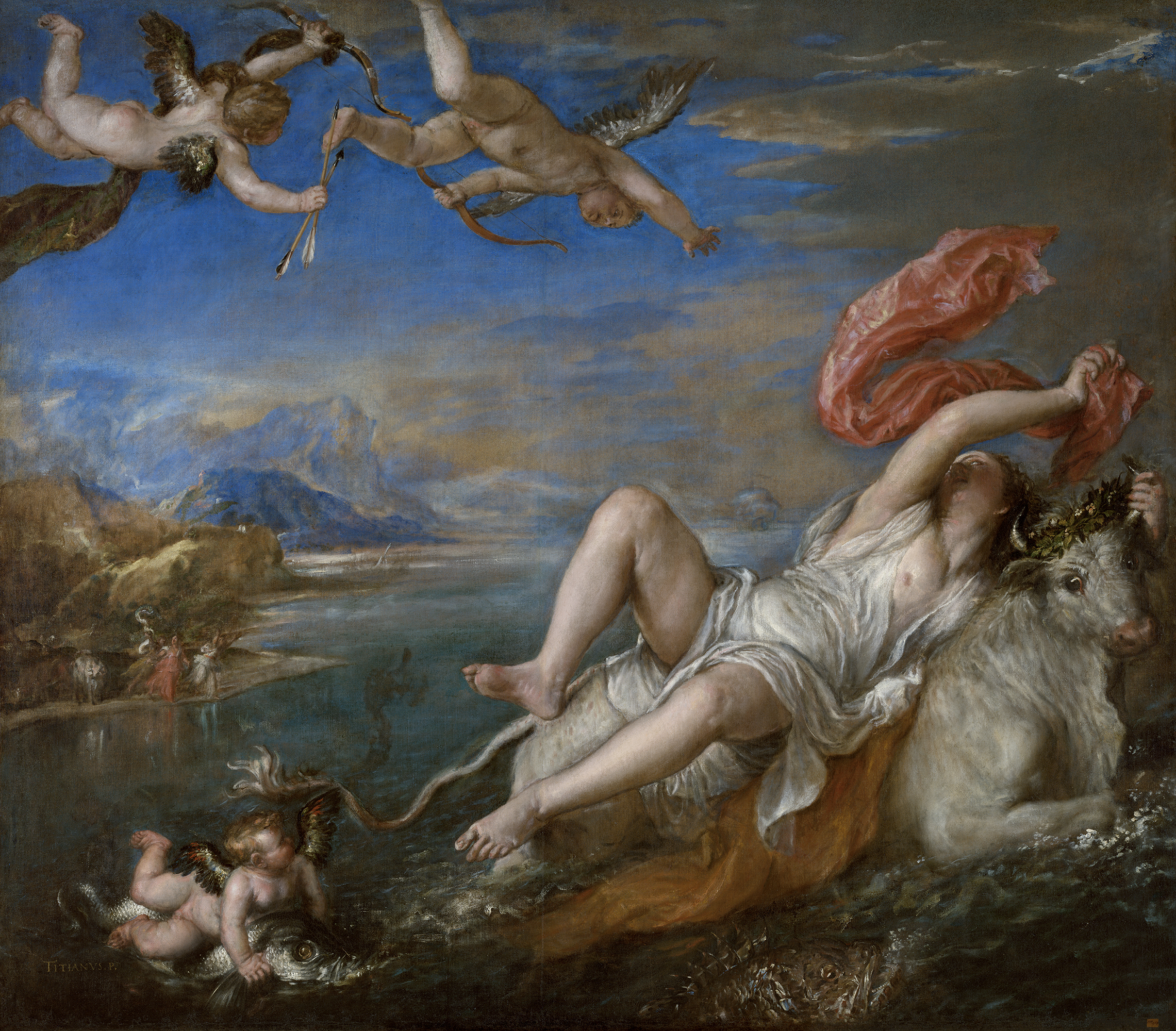
Titiaan, De ontvoering van Europa, 1559-1562, Isabella Stewart Gardner Museum, Boston
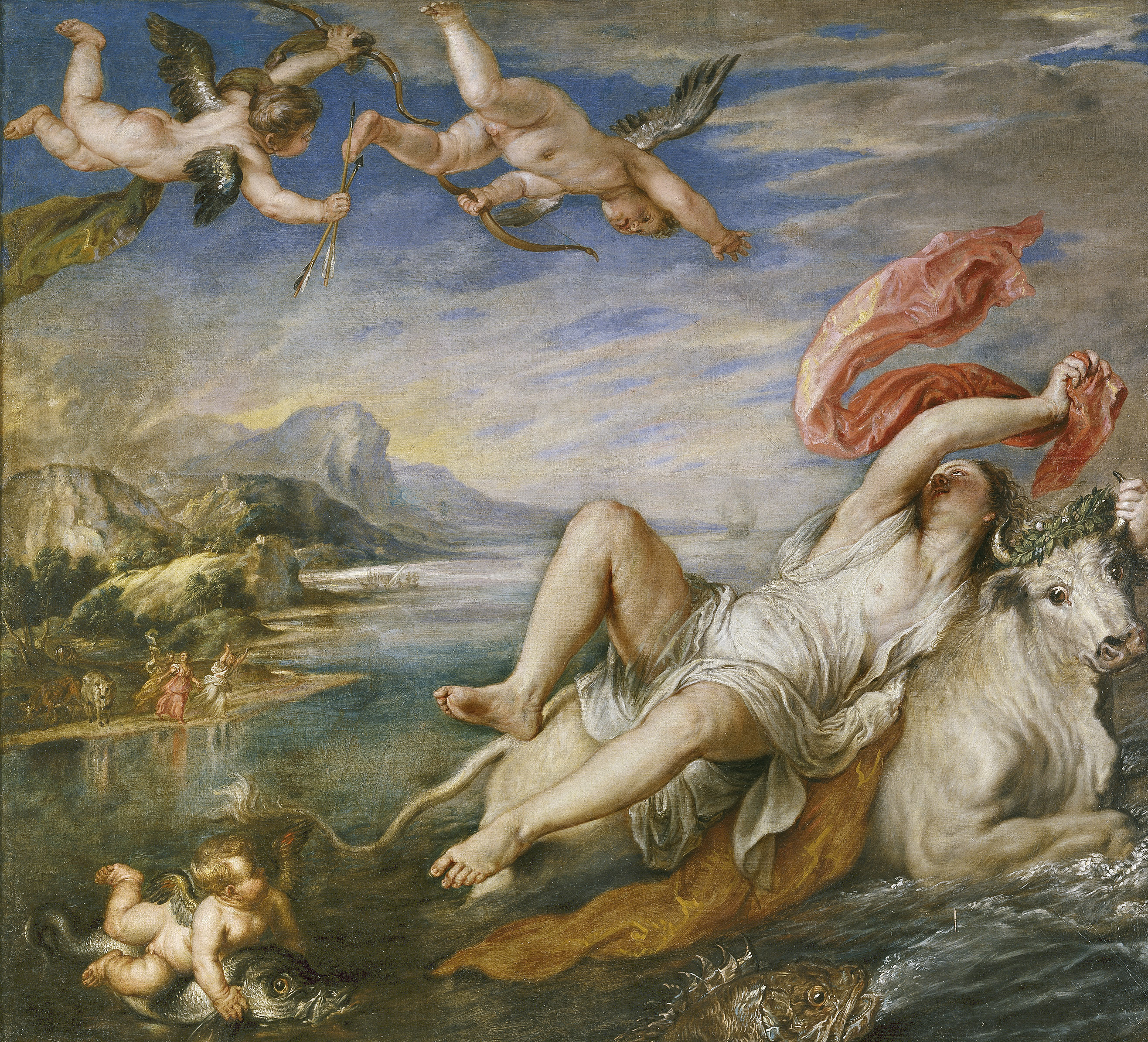
Peter Paul Rubens, De ontvoering van Europa, 1628-1629, Prado, Madrid

## Stijl en techniek
Een van de aanleidingen voor het schilderij lijkt een schildertechnisch probleem te zijn, dat rond die tijd actueel was: hoe geef je overtuigend een beweging weer die sneller gaat dan het oog kan waarnemen? De Leidse kunstschilder Philips Angel hield in 1641 een voordracht waarin hij onder andere dit probleem aansneed. Hij verweet zijn collega's dat ze bij een rijdend voertuig of een draaiend spinnewiel de spaken van het wiel tekenden, alsof het wiel stilstond: "(...) want dit sietmen wanneer een Wage-rat, of Spinne-wiel met groote kracht beweecht wert, datmen door 't snelle om-draeyen geen sporte sal eygentlick konnen bekennen, maer een twijffelachtige schemeringe der selven (...)" Angel was geen groot kunstenaar en voor zover bekend vond hij evenmin een oplossing voor dit probleem, in tegenstelling tot Velázquez, die zo'n vijftien jaar later deze "twijffelachtige schemeringe" wist weer te geven.
Voor de ongebruikelijke compositie, waarin de bijfiguren een prominentere plek innemen dan de hoofdrolspelers in het verhaal, greep Velázquez terug naar zijn vroegste werken, zoals Keukentafereel met Christus in het huis van Maria en Martha, die op hun beurt waren gebaseerd op oudere, 16e-eeuwse Vlaamse voorbeelden, die hij van prenten kende. Het is kenmerkend voor Velázquez om klassieke en bijbelse onderwerpen met eigentijdse, realistische figuren uit te beelden.

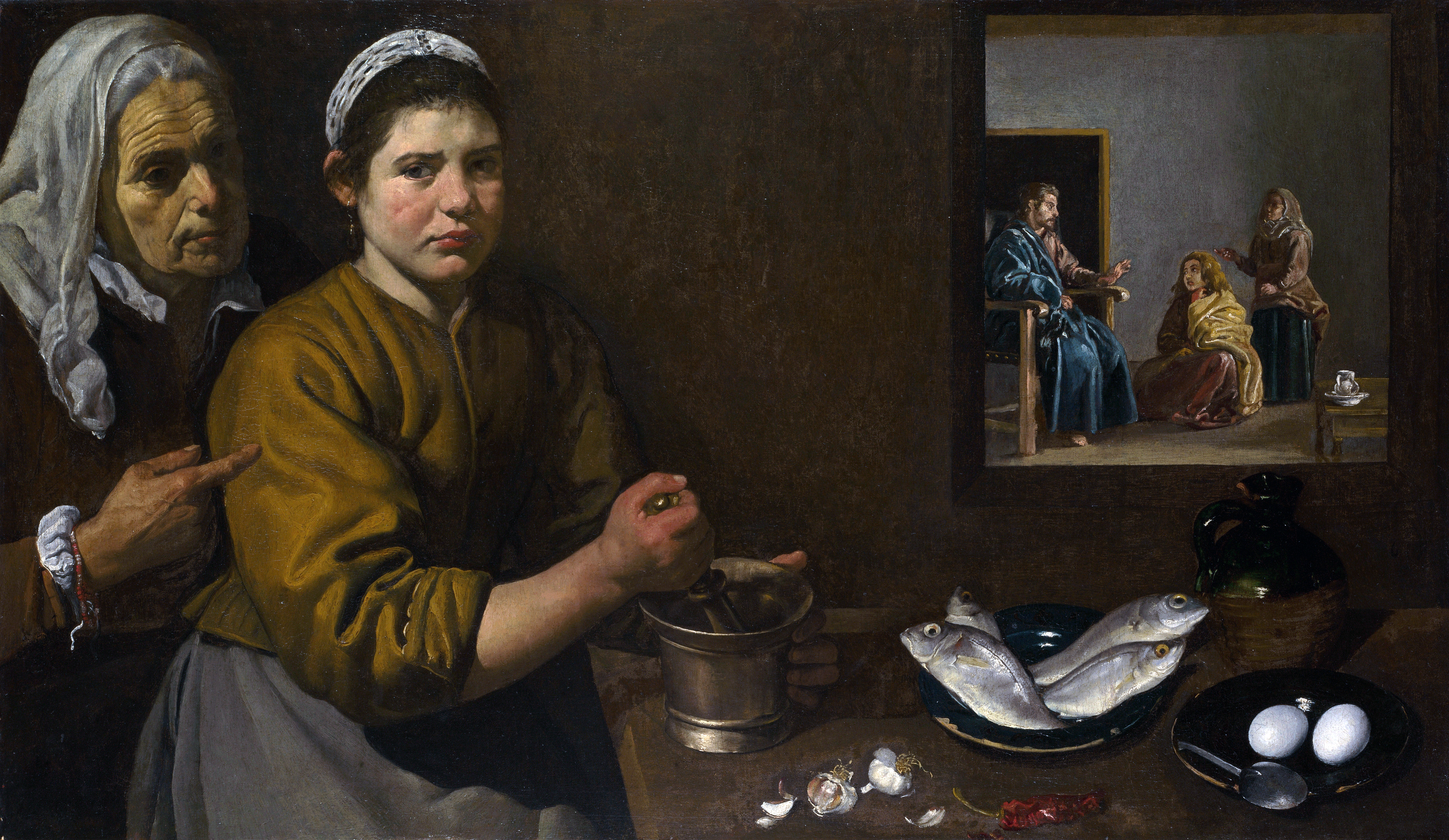
Keukentafereel met Christus in het huis van Martha en Maria, ca. 1618, National Gallery, Londen
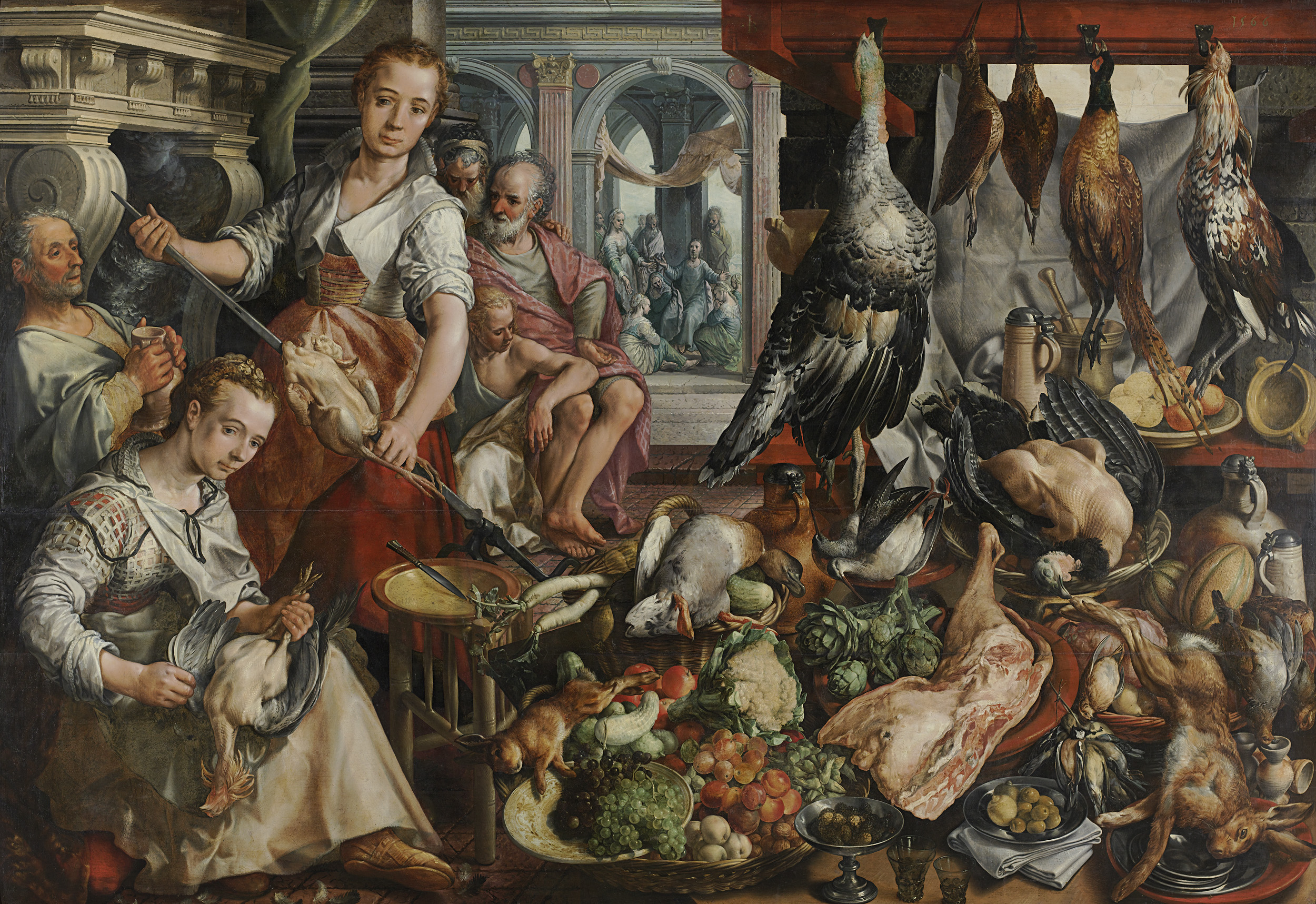
Joachim Beuckelaer, De welvoorziene keuken, met op de achtergrond Jezus bij Martha en Maria, 1566, Rijksmuseum Amsterdam

## Herkomst
Hoewel Velázquez als hofschilder zijn meeste werken voor de koning Filips IV maakte, is dit schilderij pas later in de koninklijke collectie terechtgekomen. De eerste eigenaar was Pedro de Arce, een lid van de koninklijke bureaucratie, kunstkenner en vriend van Velázquez. Eind 17e eeuw kwam het in bezit van Luis de la Cerda, hertog van Medinaceli, wiens bezittingen in 1711 werden geconfisqueerd door de kroon. Later in de 18e eeuw – in elk geval voor 1772 – werd het schilderij vergroot door aan de bovenkant en beide zijkanten een strook toe te voegen. Nadat het schilderij nog weer later was verdoekt, begon het originele deel te krimpen, een ingreep die voor grote conservatieproblemen zorgde doordat de verf barstte.  Vanaf 1711 is het schilderij altijd in Madrid gebleven en wordt het in de archieven vermeld in achtereenvolgens het Real Alcázar (1711), het Palacio del Buen Retiro (na 1716), het Palacio Real Nuevo (1772: "paso de tribuna y trascuartos", nº 982; 1794: "pieza de trucos") en het Palacio Real (1814-1818). Vervolgens werd het onderdeel van de collectie van het Prado in Madrid.